# Aït-Ben-Haddou

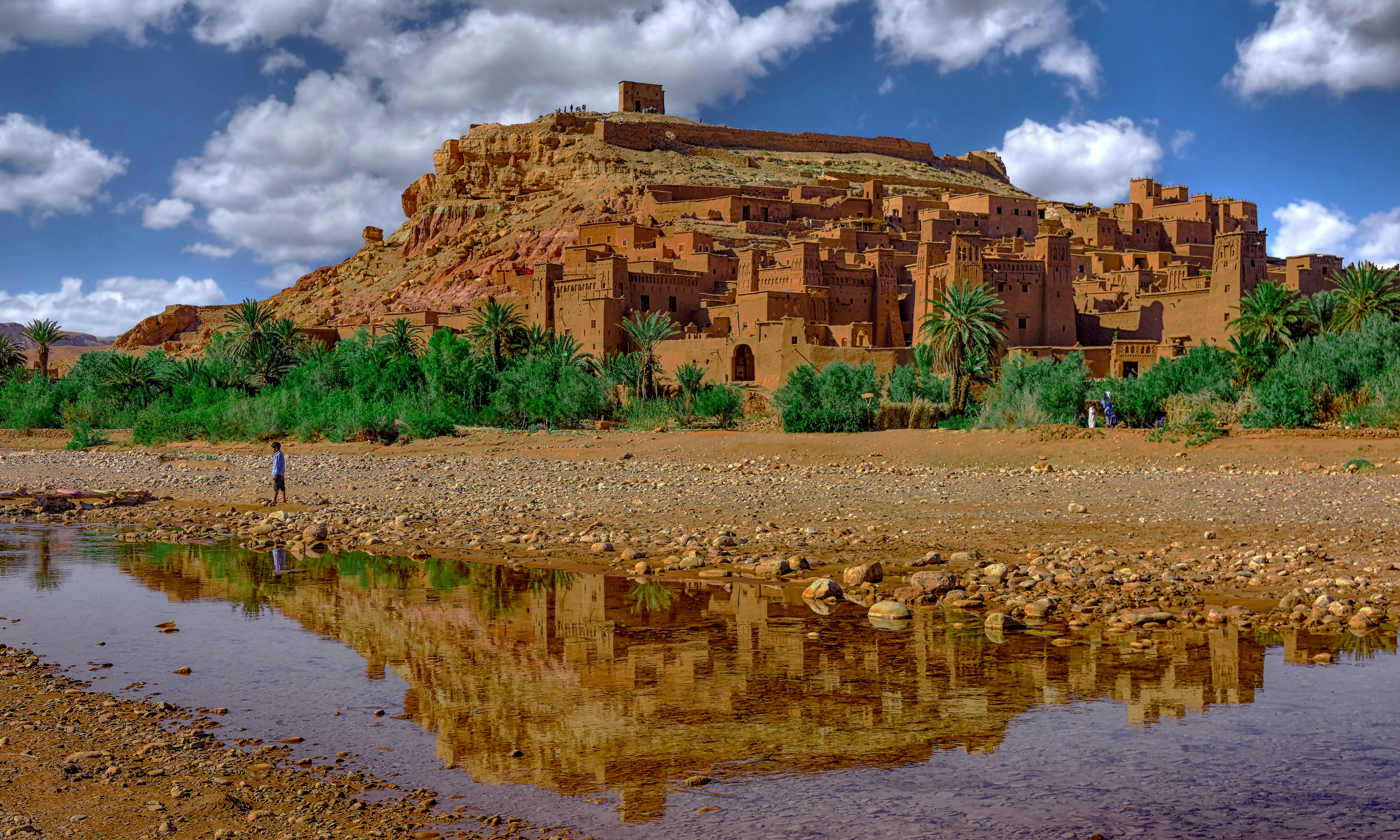
Aït-Ben-Haddou

Aït-Ben-Haddou (arabisch آيت بن حدّو, Zentralatlas-Tamazight ⴰⵢⵜ ⵃⴰⴷⴷⵓ Ayt Ḥaddu; oft auch Aït Benhaddou geschrieben) ist ein befestigtes Dorf (ksar) am Fuße des Hohen Atlas in der Provinz Ouarzazate im Südosten Marokkos. Der komplette alte Ortskern ist seit dem Jahr 1987 von der UNESCO als Weltkulturerbe anerkannt.

## Lage
Der aus einem alten und einem neuen Teil bestehende Ort liegt fast 200 km (Fahrtstrecke) südöstlich von Marrakesch beziehungsweise etwa 30 km in nordwestlicher Richtung von der Stadt Ouarzazate entfernt an einem Berghang in etwa 1270 bis 1320 m Höhe am Ufer des nur im Winter und Frühjahr wasserführenden Assif Mellah. Eine etwa 45 km lange durch das Ounila-Tal über Tamdakht und Anemiter nach Telouet führende Straße (P1506) ist inzwischen fertiggestellt worden.

Am Ufer des Asif Mellah wachsen noch Dattelpalmen, die aufgrund der kühlen Höhenlage nur wenig Früchte hervorbringen, deren faserige Stämme jedoch in früheren Zeiten beim Bau der Decken und Aufgänge (teilweise Rampen) in den Wohnburgen (tighremts) eine wichtige Rolle spielten; aus den Palmwedeln wurden überdies Matten, Körbe, Stricke u. ä. geflochten.

## Bevölkerung
Die beiden Ortsteile mit insgesamt etwa 2000 Einwohnern sind in der Hauptsache von Berbern des Ben-Haddou-Stammes bewohnt, doch sprechen viele Einwohner wegen der zahlreichen einheimischen und europäischen Touristen auch Arabisch und Französisch.

## Wirtschaft
Bis weit ins 20. Jahrhundert hinein lebten die Bewohner als Selbstversorger von der Landwirtschaft, zu der auch ein wenig Viehzucht (Schafe, Ziegen, Hühner) gehörte. Etwa seit den 1960er Jahren wurde ein neuer Ortsteil erbaut, in welchem heute die meisten Menschen leben und der die notwendige Infrastruktur (Hotels, Pensionen, Restaurants etc.) für die stetig wachsende Zahl der Tagestouristen bereithält.

## Geschichte
Die Stätte war Hauptort der Sippe (Aït) der Ben Haddou. Diese kontrollierten zur Zeit der Almoraviden im 11. Jahrhundert am Asif Mellah den Handel auf der alten Karawanenstraße zwischen Timbuktu und Marrakesch. Der größtenteils aus Stampflehm und – den in Südmarokko eher seltenen luftgetrockneten – Lehmziegeln errichtete Ksar dürfte jedoch jüngeren Datums sein – die Angaben schwanken je nach Literatur vom 12. bis zum 16. Jahrhundert. Auch über die Anzahl der Bewohner kann keine genaue Angabe getroffen werden, jedoch wird von bis zu 1000 Menschen gesprochen, die zeitweilig in Aït Benhaddou gelebt haben sollen.

## Architektur

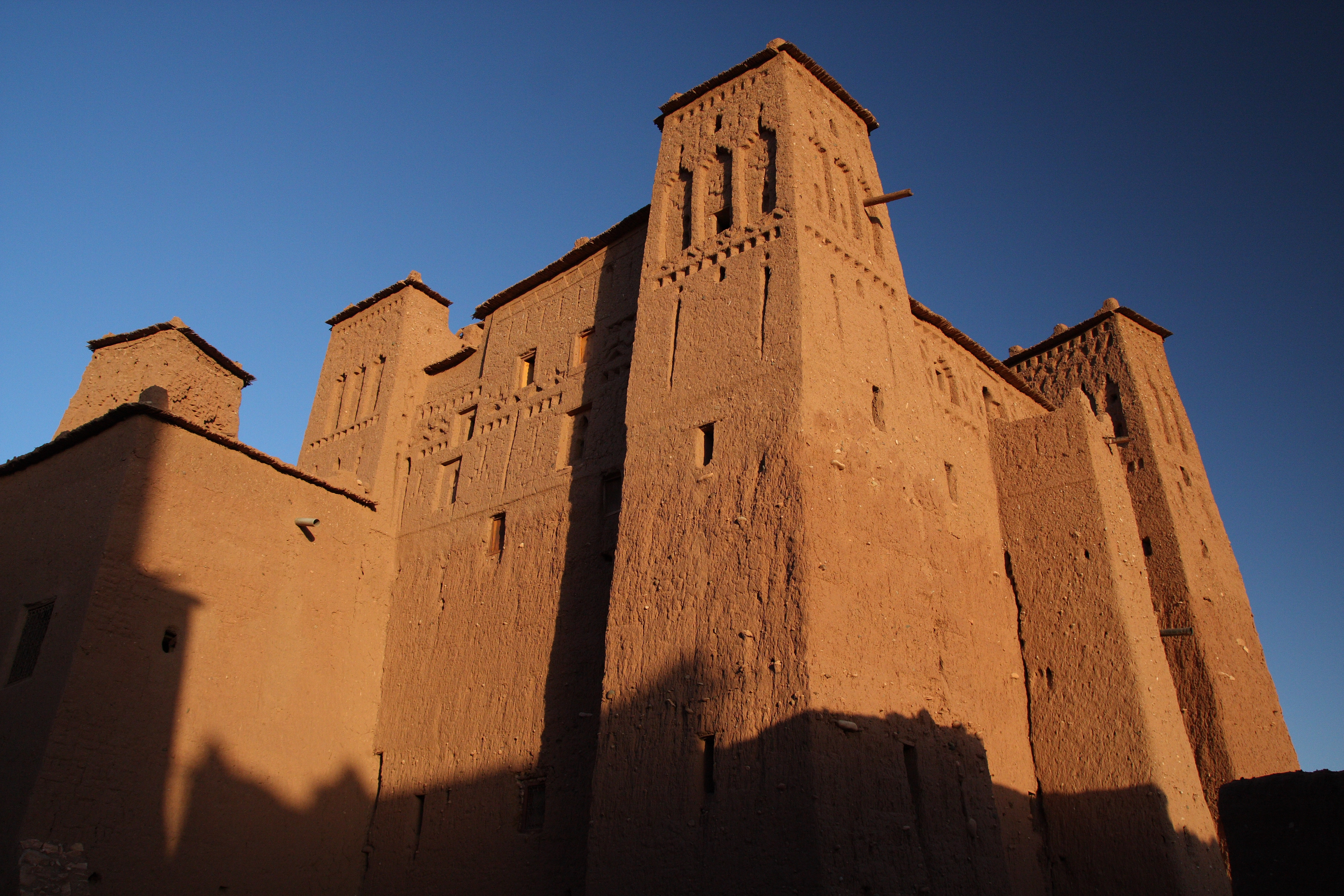
Wohnburg (tighremt) in Aït-Ben-Haddou

Das alte Dorf besteht aus mehreren eng aneinander gebauten und teilweise ineinander verschachtelten Wohnburgen (Tighremts). Deren Lehmmauern ruhen auf natürlichem Fels und haben eine Sockelzone aus größeren oder kleineren Findlingen. Die Bauten mit ihren Ecktürmen und Zinnen verleihen dem Ort sein wehrhaftes Aussehen, welches durch die Hanglage noch verstärkt wird. Die meisten Ecktürme waren im oberen Bereich mit geometrischen Motiven dekoriert, wobei die immer wiederkehrenden Rautenmotive als abstrahierte Augen gedeutet werden können und ursprünglich wohl eine apotropäische (Unheil abwehrende) Funktion hatten.

Die ursprünglich völlig fensterlosen Tighremts von Ait Benhaddou sind allesamt um Innenhöfe herum gebaut, durch welche Licht und Luft in die Stallungen und Lagerräume im Erdgeschoss sowie in die Wohn- bzw. Schlafräume in den oberen Geschossen gelangen konnte.

Auffällig ist, dass der alte Ksar von keinem Minarett überragt wird. In den von Berbern bewohnten Dörfern im Süden Marokkos gab es zwar einfache Gebetsräume, doch verzichtete man außerhalb der Städte (Marrakesch, Taroudannt, Tiznit) bis ins 20. Jahrhundert hinein auf den Bau von Minaretten.

Auf der Bergkuppe oberhalb des Ksar befindet sich eine – im 17. Jahrhundert zur besseren Kontrolle der Bevölkerung errichtete – Festung (kasbah).

## Heutiger Zustand
In der Vergangenheit hielten sich Verfall und Wiederaufbau die Waage, doch die seit Jahren nachlassenden bzw. ganz ausbleibenden Regenfälle mit daraus resultierendem sinkenden Wasserstand, die Abwanderung der Jugend in die Städte, die Witterung und die zusätzliche Belastung durch immer größer werdende Touristenströme stellen den dauerhaften Bestand der Siedlung in Frage. Der Wandel vom Dorf zum Freilichtmuseum scheint vor diesem Hintergrund unumkehrbar. Wie lange der Ort – angesichts des enormen Erhaltungsaufwands für die Lehmbauten – zumindest teilweise noch bewohnt sein wird, ist unklar. Für den Film Jesus von Nazareth wurde ein Großteil von Aït-Ben-Haddou gegen Ende der 1970er Jahre restauriert. Auch in den Jahren 2000 bis 2015 wurden umfangreiche Renovierungsmaßnahmen durchgeführt; dabei wurde eine ehemals wahrscheinlich vorhandene Stadtmauer aus Stampflehm in Teilen erneuert.
Inzwischen ist der alte Ortskern an das Stromnetz angeschlossen; einige der Familien, die derzeit im neuen Ortsteil leben, wollen angeblich wieder umsiedeln.

## Bedeutung
Trotz der Touristenströme und der sich immer wieder einfindenden Filmschaffenden aus aller Welt ist Ait Benhaddou eine der wenigen noch einigermaßen gut erhaltenen Lehmbausiedlungen in Südmarokko. Bekannt wurde Aït-Ben-Haddou als Filmkulisse (z. B. Sodom und Gomorrha von Robert Aldrich oder Gladiator von Ridley Scott).

## Filmkulisse
Aït-Ben-Haddou diente als Kulisse für über 20 Hollywood-Produktionen, u. a.:
- Sodom und Gomorrha (1962)
- Lawrence von Arabien (1962)
- Die Bibel (Film)
- Der Mann, der König sein wollte (1975)
- Jesus von Nazareth (1977)
- Auf der Jagd nach dem Juwel vom Nil (1985)
- James Bond 007 – Der Hauch des Todes (1987)
- Die letzte Versuchung Christi (1988)
- Himmel über der Wüste (1990)
- Kundun (1997)
- Die Mumie (1999)
- Gladiator (2000)
- Alexander (2004)
- Prince of Persia: Der Sand der Zeit (2010)
- Game of Thrones (2012)